# Kain (Legacy of Kain)
Kain képzelt személy, egy antihős a Legacy of Kain videójáték sorozatban. A karakternek Simon Templeman színész kölcsönzi a hangját. A Legacy of Kain sorozat kezdetén Kaint vámpírként látjuk, akit a halálból hoztak vissza, hogy bosszút állhasson gyilkosain. Közben megpróbálja megmenteni Nosgoth földjét, úgy, hogy ellenszegülve elrendelt sorsának, kárhozatba dönti Nosgoth Oszlopait, s a földet a vámpírok uralma alá hajtja. Kain megszereti újdonsült hatalmát, és mint az Egyensúly Oszlopának elrendelt, kiválasztott Őre, hátat fordít kötelességének, hogy Nosgoth romjain felépítse birodalmát.
A sorozat későbbi játékaiban Kain ellenfelet kap, pl., a Legacy of Kain Soul Reaver-ben, ahol Raziel a másik főszereplő arra törekszik, hogy megölje Kaint. Végül, ahogy Raziel megismeri a történelmet, s abban Kain szerepét, megváltozik álláspontja, s Kain kap egy vonakodó, bizonytalan de értékes szövetségest; Razielt.

## Történet

### Legacy of Kain: Blood Omen
Évszázadokkal Kain születése előtt, a Kilencek Köre védte Nosgothot, egy varázslókból álló csoport, akik esküt tettek, hogy védik és szolgálják Nosgoth szent Oszlopait. A kilenc ősi Oszlop, mely a világ fölé magasodva tört az égbe, őrizte az életet, és a harmóniát a földön. A kilencek Körébe azonban sötét erők szivárogtak be, és az Egyensúly Oszlopának Őrét, Arielt kegyetlenül meggyilkolták. Amikor szerelme Nuprator – az Elme Oszlopának Őre – ezt megtudta, fájdalmába beleőrült, és őrületével megfertőzte a többi Őrt is, akikkel összeköttetésben állt. A fertőzött Őrök ekkor Nosgoth ellen fordították sötét varázslataikat, elhagyták az Oszlopokat, melyek csendesen, romosan álltak.
Nosgoth egy városában, Coorhagenben született egy nemesember; Kain, aki kiváltságos életet élt, mit sem sejtve arról, hogy ő Ariel kiválasztott utódja, az Egyensúly Oszlopának következő Őre. Kain ambiciózus nemes, aki sok éven át, szolgált a Remény Seregében Ottmar Király alatt, mielőtt nyugatra indult, végzetes útjára. Egy este megállt egy vidéki fogadónál, ahol lesből útonállók támadtak rá, és meggyilkolták.
A Szellemvilágba jutott, ahol Mortanius a Halottidéző felajánlotta neki a lehetőséget, hogy bosszút állhat merénylőin. Kain bosszúvággyal a szívében mérlegelés nélkül vakmerően elfogadta az ajánlatot. Lelke visszakerült a holttestébe, kikelt sírjából, s felfedezte, hogy vámpír lett belőle. 
Elhagyta a kriptáját, felkutatta gyilkosait, és végre véres bosszút állt rajtuk. Bosszúja kielégült, most már csak egy gyógymódot keresett a vámpír átokra, ami sújtotta őt. Mortanius és Ariel szellemének irányítása alatt –most az egyszer az Oszlopokat szolgálta- Kain elfogta, és kivégezte az Oszlopok Őreit, akik mérgezték Nosgothot. Csak az ő halálukkal menthették meg Nosgothot, csak az ő haláluk után születhetnek meg az új Őrök, így állhat helyre az egyensúly, s Kain azt hitte, hogy csak így szabadulhat meg a vámpírizmus átkától. Eleinte megrémült, amikor rájött, hogy most már csak emberi vérre szomjazik, de később alkalmazkodott ehhez, s felfedezte, hogy a lelke mélyén növekszik az elégedetlenség az emberiség iránt, s megtetszett neki az újdonsült halhatatlansága. 
Ariel szellemének utasítására megkereste, és elpusztította Nupratort, ezután áthaladt a pestis sújtotta szülővárosán Coorhagenen, majd északra ment a vámpír Vorador lakhelyére. Vorador azt tanácsolta a fiatal Kainnak, hogy ne avatkozzon az emberek problémáiba, de adott Kainnak egy gyűrűt, amivel Kain bármikor megidézheti őt.  
Kain eljutott Dark Eden meggyötört földjére, ahol találkozott három Őrrel, DeJoule-lal, Bane-nel, Anacrothe-tal és Malekkal. Kain Malek ellen megidézte Voradort, és ő a három Őrt kezdte üldözni, bár Anarcrothe elszökött előle. Amikor a két Őr és Malek meghalt, Kain délre indult. Útja alatt megtalálta, és magának követelte a Soul Reavert, egy rejtélyes ősi pengét. Avernus katedrálisának mélyén megölte a Dimenzió Oszlop Őrét, Azimuthot, majd rábukkant egy Időgépre, amit Moebius, az Idő Oszlopának Őre készített. Ekkor az ősi vámpír, Vorador tanácsa ellenére Kain Willendorfba ment, remélve, hogy legyőzheti Nemezis Légióját, egy brutális hódító seregét. Rávette Willendorf királyát Ottmart, hogy vezesse harcba a Remény seregét Nemezis Légiója ellen, s amikor Ottmar király seregének veresége már biztosnak látszott, Kain a szökés egyetlen eszközét használta: az Időgéppel visszament 50 évvel Nosgoth múltjába. Abban bízva, hogy megváltoztatja a jövőt, itt megölte a fiatal királyt William az Igazságot, aki 50 év múlva az ördögi zsarnokká, Nemezissé válna. Mindkét harcos – William és Kain – a Soul Reavert használta, Kain kardja ugyanaz a penge volt, mint, Williamé csak annak a jövőbeli megtestesülése.  
Kain eltörte William pengéjét, kiitta William vérét, majd visszatért saját idejébe. Itt nem azt találta, amit remélt, döbbenten fedezte fel, hogy az ifjú korában még szeretett király meggyilkolása népirtó háborút indított el a vámpírok ellen, amit maga az Idő Őre, Moebius vezetett. Visszatérésekor Kain szemtanúja volt annak a jövőnek, amit csinált, Moebius diadalmas hidegvérű csőcseléke épp lenyaktilózta a korszak utolsó vámpírját, Voradort. Immár Kain maradt az utolsó vámpír Nosgothban. Közönyösen fogadta-e Kain Vorador halálát, vagy sem, nem tudjuk, mindenesetre lefejezte Moebiust, majd visszament az Oszlopokhoz, ahol Mortanius már várt rá. 
Egy Oszlop mögül látta, ahogy Mortanius megöli Anarcrothét, majd ezután Kain megölte Mortaniust is, a Halál Oszlopának Őrét. 
Miután megölte az összes Őrt, hogy az Oszlopokat helyreállítsa, Kain szembenézett a végzetével, amit Ariel és Mortanius eltitkoltak előle; ő volt az utolsó Őr, Ariel utódja, az Egyensúly Oszlopának Őre, és csak akkor tudja végleg helyreállítani az Oszlopokat, ha feláldozza saját magát is. 
Ariel egy végső döntésre kényszerítette, feláldozza magát, hogy megmentse a földet, de a vámpírok kipusztulnak, vagy visszautasítja az áldozatot, és ezzel véglegesíti Nosgoth fertőzöttségét, pusztulását. 
Miután Kain ekkor már megundorodott az emberiségtől, a varázslók mesterkedései miatt, az utóbbit választotta, úgy döntött inkább uralja a fertőzött világot, mintsem megölje magát. Ez az apokaliptikus döntés befejezte az Oszlopok sorsát. Az erős Oszlopok meginogtak és összedőltek, és Arielnek szüntelenül kísértenie kellett a romos Oszlopok között, amit egykor oly híven szolgált. Amíg az egyensúlyt helyre nem állítják, ő sohasem szabadulhat onnan. 
Kain ezzel befejezte keresését, s rájött, hogy Voradornak igaza volt, a vámpírizmus nem átok, hanem áldás, és a vámpírok sötét istenek, akiknek kötelességük ritkítani az emberi csordát. 
Azonban az Oszlopok több volt, mint egy egyszerű építmény, a föld egészsége hozzájuk kötődött. Miután nem állították őket helyre, a fertőzöttség lassan leszivárgott a földbe megmérgezve azt, s terméketlen pusztasággá változtatta a birodalmat.

### Legacy of Kain: Blood Omen 2
Az Oszlopok összeomlása után Kain hadsereget szervezett Vorador segítségével, azért, hogy legyőzze Nosgoth egészét, s korlátlan hatalmú uralkodója legyen. Az, hogy Vorador hogyan élhetett ekkor, nem tudjuk, de lehetséges, hogy a Blood Omen 2 eseményeit megváltoztatta az a paradoxon, amit létrehoztak, a Soul Reaver 2-ben, ekkor esetleg nem történt meg Vorador kivégzése. Kain serege akadálytalanul, győzedelmesen eljutott Nosgoth fővárosáig Meridianhoz. Ott azonban hadseregét szétverik, és Kain is halálos sebet kap a Sarafan Úrtól, Meridian vezetőjétől. A Sarafanok Szent Rendje, és annak vezetője, esküt tettek minden vámpír kiirtására. A csatájuk alatt Kain képtelen volt megütni a Sarafan Urat a Soul Reaverrel. Kaint otthagyják, azt hiszik meghalt.
Kain két évszázad múlva ébred fel, memóriájában árnyas töredékek a szétvert hadseregéről, feldühíti a korábban Lordi rangra emelt vámpírt, a vereségük, a győzelmükhöz vezető úton. Kain emlékszik, hogy korábbi saját légiójának tagjai elárulják őt, akik a sikertelen végső ostrom után alárendeltként csatlakoztak a Sarafan Úrhoz.
Azonban Kainnak barátai is vannak ebben az új világban. A Vámpír Ellenállás –a Sarafan Úr ellen-elküldte Kainnak egy tagját Umaht, hogy segítsen Kainnak, és rábeszélje őt, hogy segítsen az Ellenállásnak elpusztítani a Sarafan Urat. 
Umah segít Kainnek visszaszereznie erejét és hatalmát, s Kain útja során ismerős arcokkal találkozik. Egyik Vorador, akiről kiderül, hogy ő az Ellenállás vezetője. Az Ellenállásban sok ember, és vámpír is munkálkodik, hogy megtörjék a Sarafan Úr világhatalmi törekvéseit. A terv sok szálon fut, amint Kain azt később felfedezi. Útja során Kain találkozik egykori légionáriusaival, – Faustus, Marcus, Sebastian – és kivégzi őket az árulásukért. Kain felfedezi azt is, hogy a Sarafan Úr nem is ember, hanem egy Hylden az Ősök ellensége, és szándékában áll, hogy Nosgothban minden életet leromboljon, kivéve a saját faját, amely így uralhatná Nosgothot. 
Kain megtalálja egykori legjobb harcosát, első főhadnagyát Magnust, akinek elvették az elméjét, és az Örök Börtönbe zárták örök büntetésképp, oda, ahol a Sarafanok minden veszélyes ellenségüket tartják.
Kain szintén találkozik az Ősi Vámpírral Janus Audrennel, aki elmeséli neki az Ősi Vámpírok és a Hyldenek történelmét, a hosszú, örökös harcokat Nosgothért. Janus elmagyarázza, hogy az Ősi Vámpírok legyőzték a Hyldeneket, és száműzték egy kaotikus birodalomba, amit Démondimenzióként említenek a játékokban. Ekkor a Hyldenek bosszúból megátkozták az Ősöket
- A vámpírizmussal: azokat az embereket kellett enniük, akiket szerettek és védtek.
- Halhatatlansággal: sosem halhattak meg természetes úton.
- Sterilitással: sohasem tudtak szaporodni.

Kain végül eljut az óceánon túl levő Hylden Városba, amit a magasabb rangú Sarafan Lovagok, és a rejtélyes Glyph Mesterek hoztak létre és őriztek. Itt találkozik és megküzd a Sarafan Úrral egy végső csatában, legyőzi, majd bezárja a kaput, ami Nosgoth és a Démondimenzió között nyújt átjárást a Hyldeneknek, ezzel végleg megakasztja a gyilkos tervüket. Ebben a halálos összecsapásban azonban Janust a Sarafan Úr bedobja a Démondimenzióba, és feltételezhetjük, hogy Janus ott az örökkévalóságig csapdába esett. 
Miután legyőzte ellenségét, Kain nekilátott, hogy leigázza Nosgothot, s az uralma alá hajtsa.

### Legacy of Kain: Soul Reaver
Amikor Kain visszautasította az áldozatot, Nosgothot kárhozatra ítélte. Nosgoth kárhozott földjére építette birodalmát, trónja a romos Egyensúly Oszlop volt, az Oszlopok, fölé építette a Klánok Erődjét is. Ezután, felemelt a sírból hat szent halott Sarafan harcos-pap holttestét, hogy azok legyenek a hadnagyai, segítsék uralkodását. 
Kain uralkodásának idején egyszer, az elsőszülött főhadnagya Raziel, érthetetlenül szárnyakat növesztett, ezzel felülmúlva Kain saját evolúcióját is. Látszólagos féltékenységgel, Kain lehasította a szárnyakat Raziel hátáról, és elrendelte kivégzését. Razielt a testvérei Dumah és Turel főhadnagy húzta egy szirtre, ahonnan Kain parancsára bedobták a halál Tavába, – ami egy alant tomboló, mély, természetes örvény volt. 
Raziel később visszatér az Anyagi Világba, bejut a korábbi Klánok Erődjébe, hogy találkozzon Kainnel az Oszlopoknál. Az ezt követő csatájuk alatt egy furcsa paradoxon keletkezett, amikor a Soul Reaver – ami egy lélek-evő penge- megütötte Razielt, aki maga is egy lélek-evő volt szintén. A penge eltört, a benne élő szellem Razielhez kötődött, s együtt élő kísértet-pengeként csatlakozott hozzá. Úgy látszott, hogy Kain furcsa módon elégedett ezzel az eredménnyel, majd eltűnt. 
Miután Raziel elpusztítja testvéreit – kivéve az egy Turelt –, figyelmét ismét Kain felé fordítja. A hegyek barlangjain lejut Moebius Időgép kamrájába, s itt megtalálja Kaint. Itt Kain rejtvényekben utal arra, hogy itt többről van szó, mint Raziel gondolná, Kain azt hiszi, hogy Raziel a dilemmája kulcsa. /Ezt megmagyarázta a Soul Reaver 2-ben./ Kain aktiválja az Időgépet, miközben harcolnak, addig az idő áramlani kezd, majd Kain átugrik a portálon Nosgoth múltjába, ahová Raziel habozás nélkül követi.

### Legacy of Kain: Soul Reaver 2
Amikor Raziel kijutott a Sarafan erődből, megdöbbent, hogy Nosgoth-ot zöld mennyországként látja, s nem olyan terméketlen területnek, mint amire emlékezett. Találkozik Kainnal az Oszlopoknál, ahol Kain elmeséli neki terveit, s elmagyarázza Razielnek, hogy őt megfosztották igazi végzetétől. Elmeséli még neki a nagy dilemmáját, amikor választania kellett, saját halála, és Nosgoth kárhozata között, majd azt, hogy talált egy harmadik megoldást. Ezután Kain megint eltűnik. Később Raziel újra rátalál Kainra az Erődben, ahol, Kaint rászedték William az Igazságos megölésével. Itt Kain azt mondja Razielnek, hogy nem tudja elfogadni azt, hogy saját halálával hozza helyre Nosgoth egyensúlyát, mert van a történelemben egy hiba; hogyan tudja megmagyarázni bárki is, azt, ami ebben a szobában történt.
William királyt arra rendelték, hogy a gonosz zsarnok, Nemezis legyen, de ezt a történelmet változtatták meg, amikor Kain visszatért az időben, és meggyilkolta őt. Kain úgy gondolta, hogy ami ezt lehetővé tette, az a Soul Reaver volt. Kainnél, és Williamnél is egy-egy Soul Reaver volt, Kainnél a jelenlegi, Williamnél meg a múltbeli formája. Amikor ez a két penge kereszteződött, az elég erőt hozott létre, hogy a történelmet megváltoztathassák. Kain rájött, hogy ezt Moebius tervelte ki. 
Raziel elveszi a William sírján levő Soul Reavert, ami hirtelen Kain ellen fordult, és megpróbálta megölni őt. Raziel ellenállt neki, majd végül sikerült legyőznie a Soul Reaver akaratát. Ez az erőszakos ellenállás, újabb történelem-változást okozott. Kain elmondta Razielnek, hogy neki itt meg kellett volna halnia, de Raziel azzal, hogy megtagadta az ő megölését, megváltoztatta a történelmet.
Később Raziel találkozik múltbeli énjével a Sarafan pappal, s megöli őt a Soul Reaverrel. A Reaver ezután Raziel ellen fordul, és megpróbálja megölni Razielt, de Kain ekkor közbelép, és megakadályozza ezt, kirántva Raziel testéből a pengét. Ezzel megváltozik az a végzet, amit Razielnek rendeltek, hogy lépjen bele a kardba, s ahogy történelem átrendezi a változtatásokat, Kain hirtelen új dolgokat lát meg, ijedten figyelmezteti Raziel, hogy Janus Audrent nem szabad feléleszteni. De Raziel már nem hallja Kain rejtélyes figyelmeztetését, tehetetlenül visszacsúszik a Szellemvilágba.

### Legacy of Kain: Defiance
Miután Kain megakadályozza, hogy Razielt felfalja a Reaver, és a történelem újra rendezte a változást, Kain egyedül találja magát a Sarafan Erődben. Az őröket legyőzve nyomára jut az Időmanipulátor Moebiusnak, aki némi ugratás után elküldte Kaint arra a helyre ahol annak végzete volt, a Könnyek Tavában levő Vámpír Citadellába. Eközben Raziel 500 évet töltött Elder God barlangjában, ahol visszautasította a sötét isten szolgálatát, mert tartott végzetétől, a Reaverbe való bebörtönzéstől. Túljárva Elder eszén feljutott a felszíni világba, megnövelte a Reaver erejét a kovácsolókban, amiket az eredeti Vámpír Oszlopőrök lelkei fűtöttek. Útja során Raziel több falfestményt látott, amik egy kataklizmaszerű csatát ábrázoltak két bajnok, egy Hylden és egy Vámpír bajnok között s Raziel úgy gondolta, hogy ő a Vámpír Bajnok. 
Az idő más szakaszában Kain ugyanezekkel a festményekkel találkozott, és arra a meggyőződésre jutott, hogy Raziel a Hyldenek elrendelt Bajnoka. 
Ezután Kain megtalálta az Egyensúly Emblémát, majd bejutott egy kis kamrába a Vámpír Citadellán belül, ahol Elder God az Ősi Vámpírok Jósaként állította be magát előtte. Az álcázott Elder megnyitott Kain előtt egy portált, ami elvitte a vonakodó Kaint az időben Razielhez. 
Avernus Katedrális fő kápolnájában Kain találkozott Raziellel. Megpróbálta meggyőzni Raziel, hogy ne keltse életre Janus Audrent, de Raziel hajthatatlan volt, párbeszédük csatába torkollott. Mikor megütötte Kaint, a Reaver ismét Raziel ellen fordult, és be akarta kebelezni. Raziel ekkor kitépte Kain szívét annak mellkasából, és a megdöbbent Kaint egy telekinetikus lökéssel átdobta a Démonvilágba, egy dimenzionális repedésen keresztül. A repedés bezárult, s Raziel abban a tudatban folytatta útját, hogy Kain meghalt. 
Kain furcsa módon életben maradt ebben a sötét dimenzióban, ahová annak idején a Hyldeneket száműzték az Ősi Vámpírok, a győztes háborújuk után. 
Megküzdött az itt levő Hyldenekkel, majd kijutott, és visszatért a Vámpír Citadellába. Útja az itt levő Szellem Kovácsolóba vezetett, s itt találta Moebiust, akit Elder God rendelt ide. Moebius, – aki azt hitte, hogy Kain végre halott- döbbenten látta, hogy él, s megrázta az a felfedezés is, hogy már varázspálcája sem hat Kain szívére, mert már nincs neki. 
Kain ekkor megölte Moebiust. Az Időmanipulátor lelke ekkor a Szellemvilágba került, ahol már Raziel várta, majd egyszer s mindenkorra megsemmisítette őt. Raziel ekkor Moebius holttestét felhasználva belépett az anyagi világba. Kain azt hitte Moebius kel újból életre, azonnal átdöfte kardjával. Amikor meglátta, hogy valójában kit szúrt le, megpróbálta kihúzni kardját Raziel testéből, de ő már nem engedte, megadta magát sorsának, készségesen belépett a kardba. A megtisztított Reaver meggyógyította Kain testi, lelki sebeit, ami Nuprator őrülete óta mérgezte őt. 
S végül meglátta az igazi ellenséget, Elder Godot, és az igazi Soul Reaverrel képes volt le is győzni őt, bár megölni nem tudta. 
Csatájuk után Kain nem törődve Elder fenyegetéseivel, visszatért a Vámpír Citadella tanácstermébe, és a Könnyek Taván keresztül nézte a romokban heverő Oszlopokat.
Ekkor jött rá, hogy Razieltől kapott még egy utolsó esélyt, hogy meggyógyítsa Nosgothot, ez volt az utolsó ajándék, amit Raziel adott neki. 
Kain egy rettenetes illúziónak, a remény első keserű ízének tartotta Raziel tragikus áldozatát.

## Karakter, Személyiség
Kain egy nagy hatalomért epekedik, ravasz és hajlíthatatlan, arra törekszik, hogy saját magának hódítsa meg Nosgoth egészét, s végül nyilvánvalóan uralkodik is a Kain Legendája: Soul Reaver-ben. 
Bár brutálisan és véresen uralkodik, Kain tudja, mit csinál. A diplomácia látszólagos hiánya úgy tűnik erőszakos vérmérsékletéből ered, valójában ez egy gondosan eltervezett eszköz. A tettei finom ravaszságát, csak fokozatosan fedik fel, s végül átlátunk a végtelen csalásain. 
Vámpírizmusa párosul intellektuálisával, s arisztokratikus ízlését leginkább Hannibal Lecter, és Vlad az Impaler kombinációjaként írhatjuk le, az irgalmasság irányadó oldalává válik több alkalommal. Leginkább a Soul Reaver 2, a LoK: Defiance, és néha a Blood Omen 2-ben. Ennek ellenére Kain gyakran gondol indokoltan magára törtetőként, néha saját tervei, által kerül olyan helyzetbe, hogy két kisebb rossz között választhat, s gyakran érzi az igazságot, látja az „igazi ellenséget”, s megérdemelten büntet, ami inkább áldás tőle.
Összehasonlítható egy másik kemény karakterrel, egy másik sorozatból, Vámpír: Az Álarcosbál Caine-jével. Bár közöttük kevés a párhuzam, Caine minden vámpír őse, amíg Kain egy vámpír „ostor”, uralja, és megsemmisíti a világot. 
Mindenesetre a vágy a hatalomra, és a rombolásra, ifjúsága idején nem a saját személyisége jegyei, ez az elmezavar eredménye, ami Nupratortól ered Kain születése óta.
Továbbá egy olyan világban, ahol oly sok faj áll folyamatos háborúban – főleg a vámpírok ellen –Kainnek nincs más esélye a túlélésre, mint Nosgoth uralkodójává válni. Az idő multával Kain arrogáns pimaszsága, bölcsessége növekszik.

## Fejlődés
A Soul Reaver-ben megtudtuk, hogy a Kain Legendája sorozat vámpírjai időnként rövid téli álomba merültek, ami alatt átalakulásuk zajlott. Hosszú idő alatt, ezeknek, az átalakulásoknak a hatására, kezdték elveszteni emberi jellemzőiket. Eredetileg Kain megjelenése egészen emberi, majd a századokon át, tartó fejlődése alatt elveszti korábbi halandó élete minden nyomát.

Kain emberként

Emberként sápadt arcú, sötét hajú, de amikor Mortanius segédletével vámpírként éled fel, arca zöldes színű, haja fehér lesz.

Kain a BO-ből

Századokkal később a Blood Omen 2-ben, Kain arcszíne, a sápadt zöldből, átmegy szürkébe. Kezeire karmokat növeszt, agyarai észrevehetően megnőnek.
A későbbi századokban, a Soul Reaver-ben, Kain fizikuma erőteljesebbé válik, kezein, lábain hasított hármas karom nő, s arca mélyebb zöldes árnyalatot kap.
Kain utódai alapvetően különböznek a hagyományos, eredeti Nosgothi vámpíroktól, Kain és gyerekei,- a hat vámpír főhadnagy – a fejlődés egy ritka útvonalát követték. Amikor Kain életre keltette a hadnagyokat, saját lelke egy-egy részét lehelte beléjük, s így a hadnagyok is követték Kain felgyorsult evolúciós útvonalát. 
Kain lelkének mérgezettsége miatt, a főhadnagyok, és azok vámpír leszármazottai is drasztikus testi változásokon mentek keresztül, ellentétben az eredeti vámpírokkal. A főhadnagyok hatalmas állatszerű szörnyeteggé változtak, amíg az eredeti vámpírok megtartották emberiességük nagy részét.

## Erők
Kain fiatal vámpírként sok képességet szerzett a Blood Omen-ben. Amikor a Sarafan Úrtól vereséget szenvedett, a Blood Omen 2-ig eltelt két évszázad alatt elvesztette előző képességei nagy részét. Néhányan felvetették azt a lehetőséget, hogy ez annak a Hylden fegyvernek a hatása, amit a Sarafan Úr használt ellene, ez a Glyph technológia pontosan a vámpírok ellen lett tervezve.
- Kain a hosszú alvása alatt megtartotta azt a képességét, hogy az őt körül vevő ködben ködalakot vegyen fel, amikor a Blood Omen 2-ben felébredt, ezzel már rögtön el tudott rejtőzni ellenségei elől.
- Szintén megtartotta a harag képességét, ezzel, ha feltöltötte, egyetlen erőteljes támadást tudott alkalmazni ellenségeivel szemben.
- Mint minden vámpír, ő is meg tudott ölni ellenséges vámpírokat, s vérüket venni, megszerezve ezzel képességeik gyengébb változatát. 
  - Faustust megölve, elnyerte tőle a nagy ugrások képességét.
  - Marcus megölésével megszerezte a báj képességét, uralni tudta más lények elméjét.
  - Sebastian megölésével megszerezte annak képességét, a dühöt, sok, nagy gyorsaságú ütést mérhetett ellenfeleire.
- Azáltal, hogy kiitta a Hylden Látnok vérét, megkapta a telekinézis képességét.
- Amikor megölte Magnust, megszerezte a pirokinézis, a tűzgyújtás képességét.

A Blood Omen 2 utáni századok alatt Kainnek elég ideje volt, hogy fejlessze képességeit. A Soul Reaver-ben már teleportálni tudta önmagát. A Soul Reaver2 nyitó videójában, látjuk, ahogy hatalmas telekinetikus erővel eldobja Razielt. A Defiance-ban is látjuk telekinetikus erejét, amint felemeli, és elhajítja vele ellenségeit. A ködalak képessége is fejlődött, már nincs szüksége ahhoz ködre, hogy „köddé váljon”. Végül szintén bemutatta azt a képességét, hogy denevérek egy nyájává változva nagy távolságokat utazzon be. 
- Egyes rajongók szerint, amióta Kain – egy az istenség szintjén levő uralkodó – lett az új vámpírok őse, ha megjelent egy Kain által nem birtokolt képességű vámpír, akkor Kain inkább megölte, hogy megszerezze az ő képességeit. Ha ez így van, akkor mostanra már Kain megszerzett minden létező sötét képességet.